# Moulin du Pont-Saint-Hubert
Le Moulin du Pont-Saint-Hubert est un ancien moulin situé sur la commune de Troyes dans le département de l'Aube.

## Histoire
Il fut une possession du chapitre Saint-Étienne de Troyes, bâti sur la Vieille-Seine.

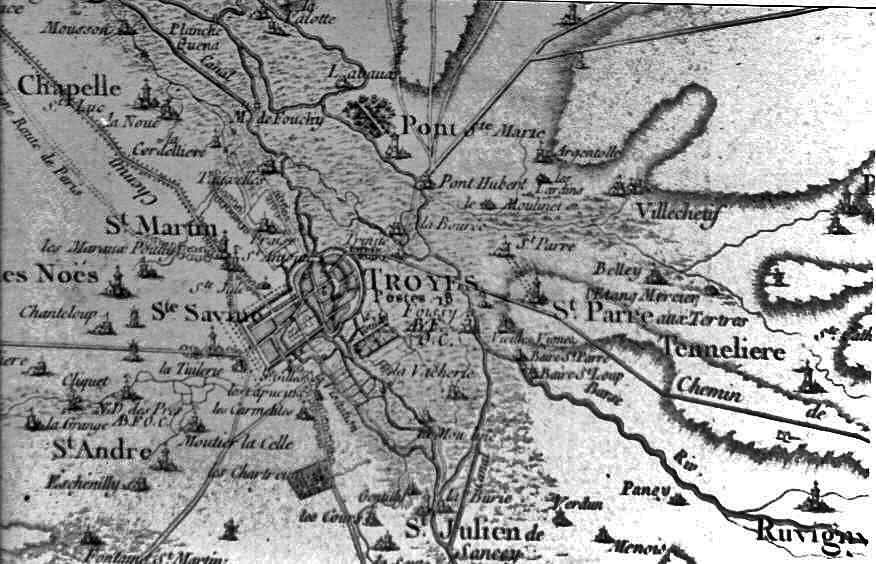
Pont Saint-Hubert.

Il est mentionné comme brûlé en 1418 et, en 1444, par les gens de guerre, il était utilisé pour produire du papier. Il est loué pour trois setiers de froment en 1446 à Mme et M. Denisot et leurs enfants, loyer modeste car ils devaient avoir à leur charge la reconstruction du moulin. Il n'est plus mentionné que des meuniers à partir de cette date.
Au début du XIXe siècle, dans la Seine, au bout de la rue du Moulin étaient encore visibles les fondations de ce moulin.